# Troupsburg
Troupsburg är en kommun (town) i Steuben County i delstaten New York. Vid 2020 års folkräkning hade Troupsburg 1 017 invånare.